# Oculus (film)
Oculus är en amerikansk skräckfilm från 2013, i regi av Mike Flanagan. Huvudrollerna spelas av Karen Gillan och Brenton Thwaites. Filmen visades först på Toronto International Film Festival 2013.

## Rollista (i urval)
- Karen Gillan – Kaylie Russell
  - Annalise Basso – Kaylie som 13 år
- Brenton Thwaites – Tim Russell
  - Garrett Ryan – Tim som 10 år
- Rory Cochrane – Alan Russell
- Katee Sackhoff – Marie Russell
- James Lafferty – Michael Dumont
- Miguel Sandoval – Dr. Graham
- Katie Parker – Clerk
- Kate Siegel – Marisol Chavez

## Mottagande
Oculus fick positiva recensioner från flera filmkritiker.
Rotten Tomatoes rapporterade att 73 procent, baserat på 139 recensioner, hade gett filmen en positiv recension och satt ett genomsnittsbetyg på 6,5 av 10. På Metacritic nådde filmen genomsnittsbetyget 61 av 100, baserat på 28 recensioner.